# خط سریر
خط سریر یک نوع خط خوشنویسی فارسی است که با نگاهی به خط شکسته قدما، خط چینی و خط گوتیک توسط کوروش قاضی مراد به وجود آمده و از سال ۱۳۹۳ معرفی شده است.

## پیدایش و سیر تحول
در بهمن ماه سال ۱۳۹۳، کوروش قاضی مراد پس از مطالعه و تلاش‌های ۷ ساله خود، این خط را برای اولین بار از طریق برپایی نمایشگاهی در نگارخانه استاد مرتضی ممیز خانه هنرمندان ایران با همکاری بهرام کلهرنیا با در معرض دید قرار دادن ۵۴ اثر رونمایی کرد.
همچنین نمایشگاه‌های مختلفی در کشورهای مختلف برای معرفی این خط برگزار شد. از جمله در سال ۱۳۹۴ این خط در شهر بیروت لبنان به نمایش در آمد.

## ویژگی‌ها
سریر که بر پایه شیوه‌ها و سبک‌های معمول خوشنویسی ایرانی طراحی شده است، اولین خطی است که مخالف زاویه‌ی خوشنویسی معمول است و همچنین اولین خطی است که به دو شیوه‌ی نازک و پهن نوشته می‌شود.
در خط سریر پهن اساس طراحی مبتنی بر خوشنویسی کلاسیک خط شکسته به‌خصوص شکسته‌نویسی قدما است و خط سریر نازک بر پایه‌ی خط کرسیو انگلیسی و با نگاهی شاعرانه به آن خط طراحی شده است.
سریر با مطالعه فرم و فضا و شیوه های خوشنویسی ایرانی بخصوص خط شکسته قدما، خط چینی، و خط گوتیک بوجود آمده است. سریر به راحتی می‌تواند بر برخی محدودیت‌های خوشنویسی سنتی ایرانی غلبه کند زیرا که در این شیوه نو از خوشنویسی، می توان از تمامی زوایای قلم بهره برد. برای نخستین بار در خوشنویسی ایرانی، در قلم به سبک سریر، از پشت قلم خوشنویسی و از زوایه ی مخالف خوشنویسی معمول استفاده شده است.
بهرام کلهرنیا درباره سریر می‌گوید: «با این قلم می‌توان نوشت و به شیوه قدما تحریرهای اختصاصی داشت. این قلم پیشینه دارد و تمام ارزش‌های تاریخی و ایرانی را مثل شکسته و نستعلیق در بردارد.»
کوروش قاضی مراد درباره استفاده از زاویه مخالف قلم گفته است: «یکی از دلایل مهمی که من از این زاویه استفاده کردم، این بود که من خوش‌نویسی گوتیک، چینی و ثلث را در حد آشنایی می‌شناسم و می‌دانم این سبک‌ها می‌توانند نقاط اتصال و اشتراکی داشته باشند و در سبک گوتیک و لاتین از زاویه برعکس قلم به‌خوبی استفاده می‌شود و من تلاش کردم از این زاویه برای خط فارسی استفده کنم»